# 舞妓はん
「舞妓はん」（まいこはん）は、1963年2月5日に ビクターより発売された橋幸夫の31枚目のシングル（VS-927）である。この曲のヒットで、後に橋幸夫と倍賞千恵子主演の映画「舞妓はん」（松竹）が制作され（後述）主題歌となった。

## 概要
- 作詞佐伯孝夫、作曲吉田正で、橋の両恩師による楽曲である。橋は、前年に「江梨子」や「いつでも夢を」で、デビュー以来の股旅物や時代歌謡から青春歌謡という二つの路線を確立するが、本楽曲は「江梨子」路線の後継曲[2]。
- 楽曲で佐伯は、最初に「花のかんざし重たげに」と舞妓を描いて、次に口語調で「聞いておくれやすかと舞妓は言うた」と「京言葉に琴の音をあしらい情緒をもりあげ」短調でスローでムードの演出となっている[3]。
- 発売にあたっては、橋は、吉田正とともに京都へ行き、舞妓とともにキャンペーンも行った[4]。
- この年、橋は、15枚のシングルをリリースしてヒットを連発したが、「舞妓はん」をこの年の「意欲作」3作の一つにあげている[4]、また、本作のヒットで、続編として「花の舞妓はん」（SV-12）「月の舞妓はん」（SV-279）が制作された。
- 作曲した吉田は「関西へ行った時は殆ど祇園で遊んだけど、京都の唄で元をとったのは『舞妓はん』と『加茂川ブルース』」と回想している[2]。
- 三味線は「潮来笠」以来何度か共演している静子と豊藤、琴は米川敏子（後に人間国宝）がビクターオーケストラに加わっている。
- c/wは「祇園ブルース」で、これも佐伯作詞、吉田作曲である。

## 収録曲
1. 舞妓はん
作詞： 佐伯孝夫、作・編曲：吉田正
2. 祇園ブルース
作詞： 佐伯孝夫、作・編曲：吉田正

## 共演
- 静子（三味線）〜市丸妹〜
- 豊藤（三味線）
- 米川敏子（琴）〜1996年人間国宝、2003年文化功労者〜

## 収録アルバム
- 『橋幸夫ベスト〜踊り唄〜』（2008年11月19日）VICL-63156
- 『吉田正作品集／橋幸夫』（2004年5月21日）VICL-61403
- 『橋幸夫が選んだ橋幸夫ベスト40曲』（2000年10月4日）VICL-60641〜2
- 『＜TWIN BEST＞』（1998年11月6日）VICL-41033〜4

......その他

## 映画
- 橋幸夫、倍賞千恵子が『若いやつ』につづいて2度目の共演。1963年7月27日に松竹系で公開された。1時間38分。
- 倍賞千恵子は祇園の舞妓はん。橋は、以前は流しの歌手、板前修行中の青年役。
- ストーリーは、「若いやつ」とは対照的（社長の息子と女中の恋愛が実っていく）で、倍賞の舞妓はんが、祇園という古い義理人情が根付く特殊な社会で、愛する板前青年（橋）をあきらめ、泣く泣く日本舞踊の家元の息子へ嫁いでいくという悲恋もの。